# هيدروكسيد الكالسيوم
الجير المطفأ أو  هيدروكسيد الكالسيوم مركب كيميائي له الصيغة Ca(OH)2 ، ويكون على شكل مسحوق أبيض ناعم. ويسمى الجير المطفي أو الجير المطفى.

## الخواص
- ينحل مركب هيدروكسيد الكالسيوم بشكل ضعيف في الماء (فقط 165 مغ لكل 100 مل ماء). على عكس أغلب الأملاح فإن انحلالية هيدروكسيد الكالسيوم تنقص مع ارتفاع درجة الحرارة، حيث ينحل 186 مغ/100 مل ماء عند الدرجة 0° ، في حين ينحل 77 مغ/100 مل ماء عند الدرجة 100°س.
- يكون للمحاليل المائية لهيدروكسيد الكالسيوم خاصية قلوية قوية، إذ أن قيمة الأس الهيدروجيني pH لمحلول مشبع منه تبلغ 12.4.

## التحضير
- يحضر هيدروكسيد الكالسيوم صناعياً ومخبرياً من تفاعل حلمهة أكسيد الكالسيوم (إطفاء الكلس الحي) حسب المعادلة:

CaO + H2O ⇌ Ca(OH)2
هذا التفاعل طارد للحرارة.

## الاستخدامات
يوجد لهيدروكسيد الكالسيوم العديد من الاستعمالات في الحياة اليومية وفي التطبيقات الصناعية من ضمنها
- يستعمل للتطويف في معالجة المياه.
- يدخل من ضمن مكونات خلطة الملاط والجص.
- يستعمل كمادة قلوية في الصناعة.
- يستخدم لمعالجة حموضة التربة.

## استخدامها في طب الفم والأسنان
هي إحدى المواد السنية الترميمة شائعة الاستخدام في طب الأسنان تنتج من تفاعل أوكسيد الكالسيوم 
مع كربون الهواء وتعطي كربونات الكالسيوم
وعند تعريض كربونات الكالسيوم للماء تنتج ماءات الكالسيوم
وأهم ما يميزها هي الميزة القلوية كما أنها  مادة غير ذوابة بالماء وعند حلها بالماء يتشكل معلق وتتحرر شوارد الكالسيوم في الماء بسبب الشراهة الكبيرة للماء درجة مشبعة من الشوارد 96% تنتشر الشوارد في الوسط المحيط فتحتاج إلى الكثير من الماء . ومن خلال تحرير الشوارد بشكل مستمر وسحبها للماء فهي تقوم بدور في تخفيف النتحة الالتهابية
إن ماءات الكالسيوم غير مسكنة للألم إلا أنها تلعب دور غير مباشر في تسكين الألم فهي تخفف الوذمة وأحيانا تلعب دور مباشر بالألم
من صفات الالتهاب :
تشكل الوذمة ، الاحمرار ، حرارة ، ألم
يعني ماءات الكالسيوم تضطر أن تسحب من سوائل الالتهاب مما يؤدي إلى تخفيف الوذمة الالتهابية
وفي حال عدم وجود الوذمة تمتص السوائل من اللب
استطبابات ماءات الكالسيوم

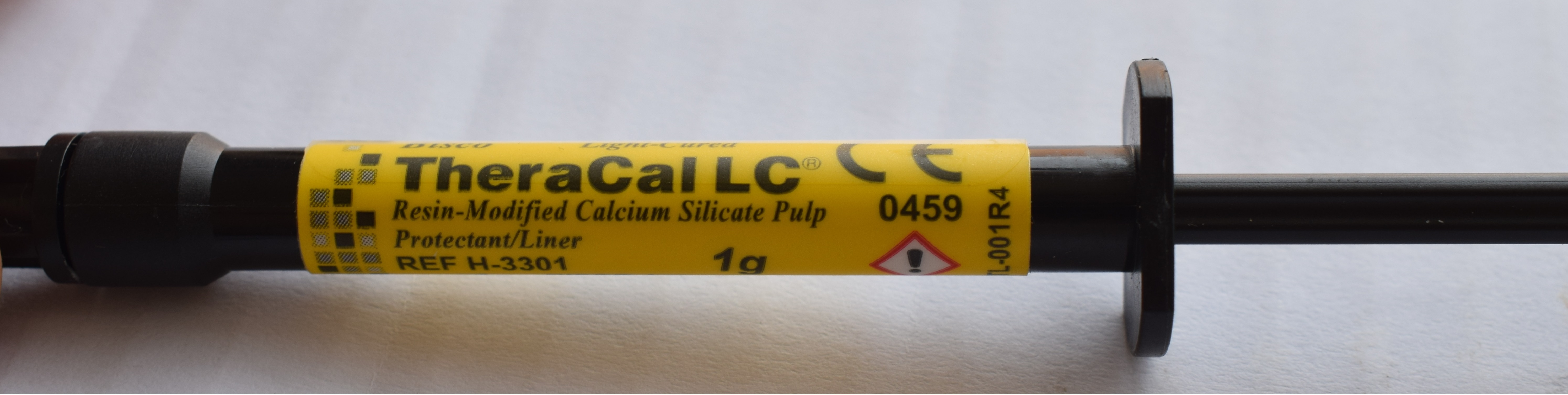
الكالسيوم سيليكيت المستخدم في تغطية العصب (اللب)

1- مادة مبطنة تحت الحشوات بشكل عام :
يجب أن تكون سماكتها لا تزيد عن 0,5 ملم فقط لأنها تنحل مع الزمن من خلال تحريرها للشوارد وبالتالي يبقى فراغ تحت حشوة الأملغم مما يؤدي إلى انكساره
وإذا كانت الحفرة عميقة نضع طبقة ماءات الكالسيوم ثم الحشوة القاعدية ثم الحشوة الدائمة
والهدف الأساسي من ماءات الكالسيوم هو حماية السن.  بسبب الاثار السلبية للهيدروكسيد الكالسيوم أصبحت سيليكات الكالسيوم البديل  في الاستخدام والمفضلة من قبل الاطباء لخصائصها النشطة بيولوجيًا وقدرتها على العزل التام ؛ المادة تؤدي إلى استجابة بيولوجية وتنسجم مع الأنسجة لتكون ترابط قوي. تستخدم بشكل شائع في تغطية اللب (العصب) بشكل مباشر أو غير مباشر.
2- التغطية اللبية غير المباشرة:
في هذه الحالة يكون باقي طبقة رقيقة من العاج ( عاج متليّن) لا يوجد أعراض في هذه الحالة وبدلا من كشف المنطقة نطبق ماءات الكالسيوم ثم حشوة قاعدية ثم الدائمة .
وماءات الكالسيوم ستحرر الشوارد مع المدى فهي عامل تبطين
والقلوية العالية تقتل الجراثيم تحرض مصورات العاج على تشكيل العاج الثانوي بالتالي تراجع اللب باتجاه الداخل.
3- التغطية اللبية المباشرة( في هذه الحالة تطبيق المعلقات أفضل)
انكشاف نقطي في اللب .
المعلقات قلويتها ليست أعلى من قلوية المعجونين ولكن استمرار تدفق شوارد الكالسيوم منها لفترات أطول يؤدي إلى تحريض مستمر في المنطقة
ويمكن تطبيق المعجونين في هذه الحالة.
4- المساعدة في انغلاق الذروة لسن غير مكتمل الذروة:
يكتمل نمو الذروة بعد البزوغ بـ 3 سنوات تقريبا.
طفل لديه نخر شديد في الرحى الأولى السفلية ( الجذر غير مكتمل) في هذه الحالة يكون الحل بـ بتر اللب التاجي